# 馬里博爾愛德華·魯斯揚機場
馬里博爾愛德華·魯斯揚機場，是斯洛文尼亞馬里博爾的聯外國際機場。啟用於1976年，在2008年改以斯洛文尼亞飛行員愛德華·魯斯揚冠名。